# Muang Pèk
Muang Pèk är ett distrikt i Laos.   Det ligger i provinsen Xieng Khouang, i den nordvästra delen av landet, 190 km norr om huvudstaden Vientiane.